# (459883) 2007 EB26
(459883) 2007 EB26 és l'un dels objectes d'òrbita més propera al Sol. Té el segon semieix major més menut, amb només 0,55 ua, de tots els objectes coneguts amb 'òrbita al voltant del Sol, després de Mercuri. Ha estat classificat com asteroide Atira i no creua pas l'òrbita de la Terra. S'apropa a 0,116 ua del Sol cada 148 dies aproximadament, abans d'allunyar-se'n fins a 0,979 ua. Sols s'han conegut tretze asteroides amb un periheli més dèbil que 2007 EB26.